# Norwegisches Kriegsgefangenenmuseum Ostrzeszów

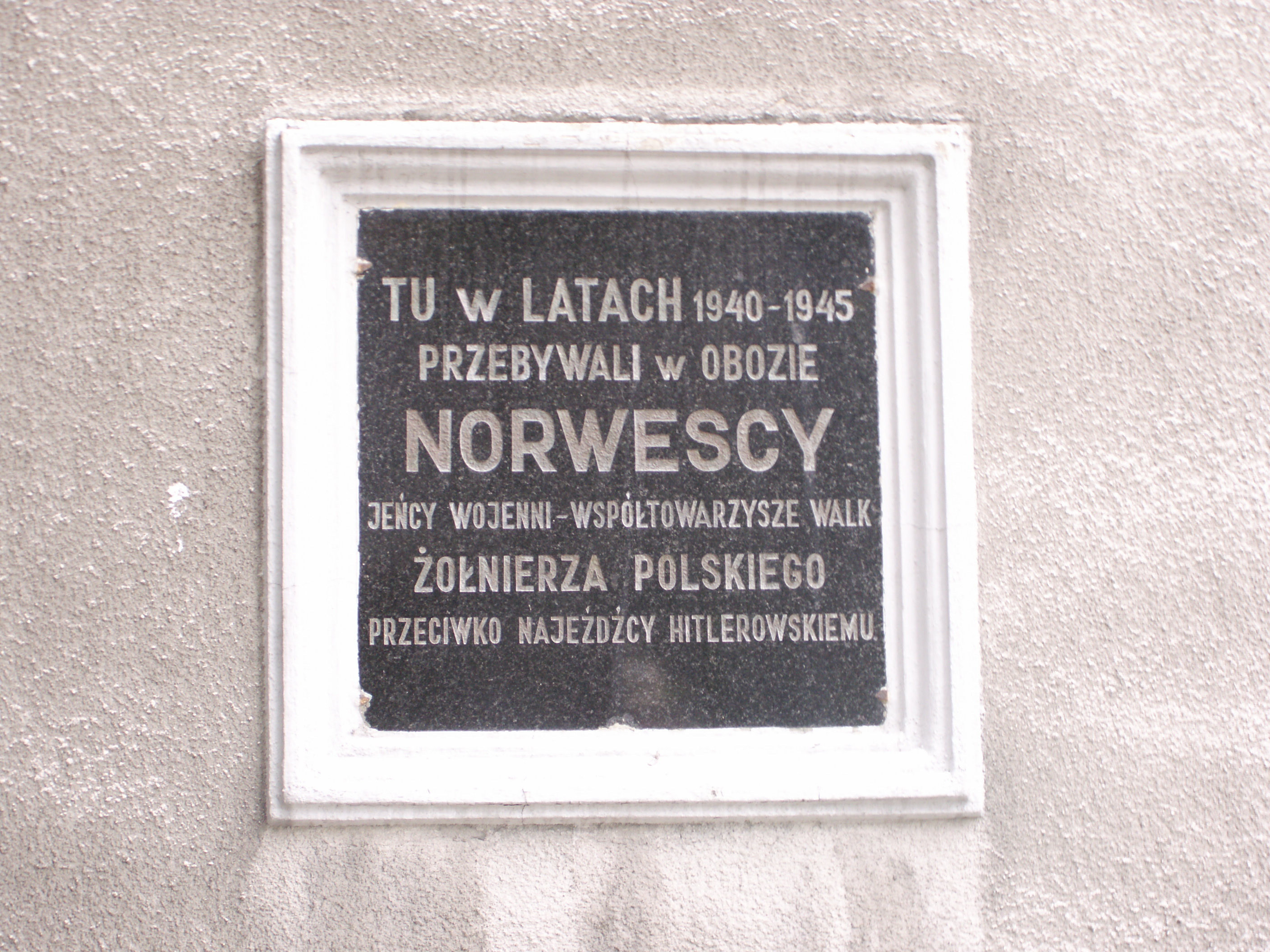
Gedenktafel

Das Norwegische Kriegsgefangenenmuseum ist eine Abteilung des Städtischen Museums in Ostrzeszów, das ca. 130 km südöstlich von Posen im Westen Polens liegt. Es beherbergt Erinnerungsstücke an die norwegischen Kriegsgefangenen, die dort im Zweiten Weltkrieg von der deutschen Wehrmacht gefangengehalten wurden.

## Kriegsgefangenenlager Heilag XXI
Ostrzeszów hieß in den Jahren des Zweiten Weltkrieges Schildberg und war Teil des Landkreises Kempen (Wartheland) in der Provinz Posen. In diesem Ort bestand ein Kriegsgefangenen-Heimkehrerlager, das „Heilag XXI Schildberg“. Das Lager war mit ca. 1.150 Kriegsgefangenen aus Norwegen belegt und gehörte zum Wehrkreis XXI (Posen).

## Anfänge und Aufbau der Sammlung
Die Initiative zur Einrichtung des Museums ging von Eyvind Grundt aus Moss (Norwegen) aus, der 1982 im Auftrag des norwegischen Roten Kreuzes in Polen arbeitete. Nachdem er seine Aufgaben dort erledigt hatte, begab er sich auf die Suche nach dem Ort, an dem sein Vater von 1943 bis 1945 als Kriegsgefangener interniert war. Grundt kannte nur den deutschen Namen des Ortes und so gestalteten sich die Nachforschungen schwierig. Sprachliche Barrieren und der herrschende Ausnahmezustand erschwerten die Suche zusätzlich. Obwohl zu dieser Zeit jedem Ausländer, der Fragen stellte, mit Misstrauen begegnet wurde, kam Grundt zufällig mit Lechosław Nowakowski in Kontakt. Dem Sprachlehrer am städtischen Gymnasium von Ostrzeszów war die Geschichte der Stadt gut bekannt und er interessierte sich wie Grundt für das Schicksal der norwegischen Kriegsgefangenen. Die beiden fanden heraus, dass das Gebäude der größten Berufsschule am Ort Teil des Lagers gewesen war und vermuteten dort den Ort, an dem Grundts Vater gefangengehalten war. Bei der Suche im Keller der Schule fanden sie eine Streichholzschachtel der Firma Nitedals Tændstiksfabrik, ein Stück Seife von Waldemar Skjoldborg und ein zerbeulten Blechteller, in den der Name „Kaptein Vagn Enger“ eingraviert war. Die Fundstücke wurden dem Direktor des Städtischen Museums, Josef Janas übergeben, um den Grundstock für eine kleine norwegische Abteilung des Museums zu bilden.
In den folgenden Jahren wurden in Norwegen und Polen weitere Gegenstände gefunden, die in Sonderausstellungen gezeigt wurden. Eine Besonderheit des Museums sind die Bilddokumente aus dem Gefangenenlager. Einem Gefangenen war es gelungen, einen kleinen Fotoapparat einzuschmuggeln und sich vom deutschen Wachpersonal gegen Zigaretten und Schokolade aus Paketen des Roten Kreuzes Filmspulen zu beschaffen. So konnte er die verschiedenen Seiten des Gefangenenlebens auf einzigartige Weise dokumentieren. Die meisten seiner Fotografien bedecken als Vergrößerungen die Wände des Museums.

## Heutiger Zustand
Das Städtische Museum ist im alten Rathaus am Rathausplatz in der Stadtmitte untergebracht. Seit 1996 ist die Sammlung des Kriegsgefangenenmuseums in renovierten Ausstellungsräumen zu besichtigen. Die Sammlung von Gegenständen zum Lager wird bis heute fortgeführt. Das Museum hat sich mittlerweile zu einem Kompetenzzentrum in Bezug auf norwegische Kriegsgefangene entwickelt. Eine umfangreiche Büchersammlung ist im Aufbau und es wird an Broschüren gearbeitet, die das Schicksal der Kriegsgefangenen beleuchten sollen.
Das Kriegsgefangenenmuseum wurde im Jahr 2003 von mehr als 6.000 Personen besucht, meist Polen, aber auch Gruppen, Familien und Einzelpersonen aus Norwegen.